# Mrtvo Duboko
Mrtvo Duboko (cyr. Мртво Дубоко) – wieś w Czarnogórze, w gminie Kolašin. W 2011 roku liczyła 30 mieszkańców.